# كوتانيلو
كوتانيلو، هو كومونا (البلدية)في مقاطعة رييتي فيالإيطالية منطقة لاتيوم ، تقع على بعد حوالي60 كيلومتر (37 ميل) شمال روما وحوالي 15 كيلومتر (9 ميل) غرب رييتي .

## انظرأيضاً
- مدينة كيبك
- مدينة السادات
- مدينة مكسيكو

## روابط خارجية
- الموقع الرسمي